# ولایت (اسلام)

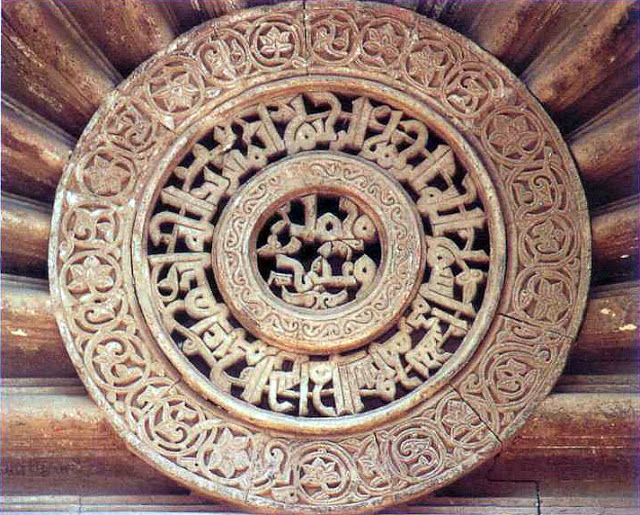
مدالی از دوران خلافت فاطمیان که نقوش آن به معصومیت اهل بیت اشاره دارد.

ولایت (به عربی: وِلایة، به معنای «قیمومیت» یا «حکومت») یک مفهوم رایج در دین اسلام و کلمه‌ای کلیدی در مکتب شیعه است که از همه مهمتر به ماهیت و نقش امامت اشاره دارد.
ولایت زمانی استفاده می‌شود که به شخص، جامعه یا کشوری که تحت هدایت و حکومت از طرف دیگری است، قدرت اختیار و قیمومیت داده شود. «ولی» کسی است که بر دیگری «ولایت» (اختیار یا قیمومیت) دارد. برای مثال در فقه اسلامی پدر، ولی فرزندش به حساب می‌آید. واژه ولی در زندگی معنوی اسلامی از اهمیت ویژه‌ای برخوردار است و معانی مختلفی برای آن به کار می‌رود که به کارکردهای مختلف آن مربوط می‌شود، از جمله: «خویشاوند نزدیک، هم پیمان، دوست، یاور، قَیّم، حامی و حضرت». در اسلام، عبارت «ولي الله» برای اشاره به شخصی که از طرف خداوند برای او اختیار ولایت مقرر شده، به کار می‌رود:
«بِسْمِ ٱللَّهِ ٱلرَّحْمَنِ ٱلرَّحِيمِ إِنَّمَا وَلِيُّكُمُ اللّهُ وَرَسُولُهُ وَالَّذِينَ آمَنُواْ الَّذِينَ يُقِيمُونَ الصَّلاَةَ وَيُؤْتُونَ الزَّكَاةَ وَهُمْ رَاكِعُونَ»
«بسم الله الرحمن الرحیم؛ ولىّ شما، تنها خدا و پيامبر اوست و كسانى كه ايمان آورده‌اند: همان كسانى كه نماز برپا مى‌دارند و در حال ركوع زكات مى‌دهند»[قرآن مائده ۵۵]

## واژه شناسی
دو اسم از ریشه عربی و-ل-ی کلمه «ولي» مشتق می‌شود: «وَلایه» و «وِلایه» که به معنای نزدیک بودن به چیزی، دوستی با کسی یا داشتن قدرت است. واژه «وِلایه» همچنین با واژه «اولیا» قرابت دارد. واژه «وَلی» از قرآن گرفته شده است و در تعدادی از احادیث قدسی نیز آمده است، مانند: «هرکس با دوستان (ولی) من دشمنی کند، من با او اعلام جنگ می نمايم». «وِلایه» معنی لفظی «قُرب» یا «نزدیکی» را نیز می‌دهد که البته منظور نزدیکی از نوع دادرسانه خالق به بنده خویش است. همچنین به معنای وابستگی بنده به حق یا خالق خود است که در غیر این صورت فنا می‌شود. «وِلایه» در شریعت به معنای این است که به دیگری گفته شود که چه بکند و چه نکند. لغت‌شناسان و معناشناسان عرب بین واژه‌های «وِلایه» و «وَلایه» تمایز قائل می‌شوند. بر این اساس، «وَلایه» گاهی نشان‌دهنده حس کمک، اتحاد یا یاری رساندن است، در حالی که «وِلایه» همواره به معنای قدرت، اختیار یا سلطان بودن است.

## مفهوم ولایت
ولایت چند گونه است: ولایت محبت یا قُرب و نزدیکی که دلالت بر این دارد که اهل بیت پیامبر که از خویشاوندان او هستند، باید توسط مؤمنان نیز دوست داشته شوند و مورد احترام باشند. «اولیاء الله» هم به معنی دوستان خدا یا حبیبان خدا است. ولایت همچنین واژه‌ای مهم و کلیدی در مکتب شیعه است که بیش از هر چیزی به ماهیت و نقش امامت اشاره دارد.
به گفته حامد الگار، اولین بار عبدالکریم قشیری (متوفی ۴۶۷ قمری/۱۰۷۴-۷۵ میلادی) تعریفی از ولی را ارائه کرده و گفته است ولی دو معنا دارد: مفعولی و فاعلی. منظور ولی مفعولی، کسی است که تمام امور او را خداوند متعال هدایت می‌کند. ولى به عنوان فاعل نیز، نشان دهنده كسى است كه عبادت خدا و اطاعت او را بر عهده گرفته است. از سوی دیگر برخی از عرفا مانند نجم‌الدین رازی، ولایت را بر اساس مفهوم محبت و دوستی تعریف می‌کنند. همچنین می‌توان معنای دیگر ولی را «قُرب» که به معنی نزدیک بودن به کسی است، در نظر گرفت. ولی، مردی است برگزیده در بین مؤمنان به خاطر تقرب معنوی به خداوند متعال. همچنین ولایت با امامت ارتباط تنگاتنگ دارد؛ در واقع بنا بر باور شیعه دوازده‌امامی بین امامت و ولایت پیوندی ناگسستنی وجود دارد که شامل پنج رکن اصلی است: محبت و ارادت به اهل بیت پیامبر یا امامان، پیروی از آنان در دین، اطاعت از اوامر و پرهیز از آنچه آنان نهی کرده‌اند، تقلید از اعمال و سلوک آنان و به رسمیت شناختن حق آنان برای امامت. ولایت و رهبری یا توانایی کنترل امور دینی، مستلزم مقام عصمت است و گفتار و کردار ولی و رهبر، باید نمونه‌ای برای دیگران باشد، چنان‌که در آیات ۲۱ سوره احزاب و ۳۱ سوره آل عمران نیز آمده است. لذا هر چه ولی بگوید حجت الهی است. ائمه یا اولیاء الهی همگی زنجیره طویل دوستان خدا را تشکیل می‌دهند که حامل و ناقل عهد یا ولایت الهی هستند. بر اساس تفاسیر، در عالم ذر - جهانی از جنس بودن محض کل نسل آدم به صورت ذرات - چهار پیمان از ذریه آدم گرفته شد، از جمله پیمان محبت و وفاداری (ولایت) نسبت به محمد و بعثت او و نسبت به ائمه و رسالت مقدس آنها و نیز نسبت به حضرت مهدی به عنوان منجی نهایی در پایان جهان. محمدعلی امیرمعزی معتقد است که اصطلاح «وِلایه» خود بیانگر مقام هستی شناختی-الهی امام است. «وَلایه» ترجمه‌ای کاملاً ساده و دو معنای مستقل و مکمل دارد. اولا به ائمه و پیامبران مختلف گفته می‌شود و به جایگاه هستی شناختی یا رسالت اصلی آنان اشاره دارد. دوما به معنای «سردسته»، سرور و مولای مؤمنان است. به این تعبیر ولی مترادف با وصی یا «وارث» نیز است. همچنین به معنی محبتی بی‌وقفه‌، ایمان و تسلیمی است که پیروان یک دین به راهنمای مقدس خود مدیون هستند. شیعه معتقد است که هر پیامبر بزرگی در انجام رسالت خود با یک یا چند امام همراه بوده است.

### ولایت و رهبری سیاسی-اجتماعی
ولايت معنوی به عنوان ناظری برای بکارگیری امکانات موجود و رساندن مردم به قرب الهی معنا داده و واجب است که در هر عصری این گونه ولی‌ای وجود داشته باشد. ولی نوعی قدرت خاص بر جهان و مردمان آن دارد. کوربن اظهار می‌کند که ولایت اساس نبوت و رسالت یک پیامبر است. و به بُعد باطنی رسالت وی مربوط می‌شود. ابوالحسن شریف اصفهانی، از شاگردان محمدباقر مجلسی، از احادیث بسیاری استنباط می‌کند که «ولایت، معنای باطنی وحی قرآن است». ملاصدرا می‌گوید که اولاد و نسب محمد، وارثان روحانی او و دارای ولایت هستند. ماریا دکیک ولايت را به عنوان يك ميراث معنوی، دانشی باطنی كه امامان از پيامبران به ارث می‌برند، توصيف می‌كند، که بیانگر اقتدار معنوی و سیاسی اهل بیت است. طباطبایی معتقد است که ولایت بُعد باطنی امامت است و فقط بحث هدایت انسان نیست، بلکه موضوع وصال انسان به حق است.

## استدلال‌ها

### از قرآن
بنا بر آیه ۲۳ سوره شوری و حدیث غدیر خم، پیامبر مسلمانان را به محبت داشتن نسبت به خانواده معصوم خود فرا خواندند. طبری، زمخشری و فخر رازی اظهار می‌کنند که آیه ۵۵ سوره مائده در مورد علی بن ابی‌طالب نازل شده است. این آیه دلالت بر این دارد که خداوند و پیامبرش ولی هستند و صاحب اختیاران مسلمین و مؤمنان باید ولایت آنان را بپذیرند. این پیوند محبت باعث می‌شود که مسلمانان از گفتار و کردار و رفتار آنها پیروی کنند. در قرآن از واژه ولایت همراه با واژه نصرت استفاده شده است و نه تنها در رابطه با خدا بلکه برای کسانی که ایمان کامل به خداوند دارند نیز به کار رفته است. در برخی روایات آمده است که آیه ۱۷۲ سوره اعراف به پیمان کهنی (میثاق) می‌پردازد که خداوند برای ربوبیت و ولایت خود با پیامبر و اهل بیت گرفته است. در قرآن این واژه پیوند میان ایمان به خدا و قبول ولایت توسط افراد جامعه را نشان می‌دهد. طباطبایی مدعی است که هرجا قرآن ولایت را به پیامبر نسبت داده به معنای سپردن اختیار به وی است. وی با استناد به آیه ۵۵ سوره مائده ادعا می‌کند که کلمه ولایت یک بار در مورد خدا و رسولش و کسانی که ایمان آورده‌اند و تحت ولایت او هستند به کار رفته، و نهایتا اثبات می‌کند که اطاعت پیامبر، اطاعت خداست.

### از احادیث
رازی از زمخشری نقل می‌کند که پیامبر فرمود: «هر کس بر دوستی آل محمّد بميرد، شهيد از دنيا رفته. هر کس بر دوستی آل محمّد بميرد، در حال توبه از دنيا رفته. هر کس بر دوستی آل محمّد بميرد، با ايمان کامل از دنيا رفته است ... هر کس بر دشمنی آل محمّد بميرد، در حال کفر از دنيا رفته و هر کس بر دشمنی آل محمّد بميرد، بوی بهشت به مشامش نخواهد رسيد.» در حدیثی از امام محد باقر آمده «اسلام بر پنج پايه استوار است: نماز، زكات، روزه، حج و ولايت؛ و بر هيچ چيز به اندازه ولايت تأكيد نشده است.» از امام حسن مجتبی نقل شده که پس از توحید و بعثت پیامبران، هیچ چیز مهمتر از اقرار به ولایت ائمه نیست. از امام جعفر صادق نیز نقل شده که امام بهشتیان را از جهنمیان جدا می‌کند، بدون هیچ قضاوتی، زیرا عشق آنها به امام بهشت یا جهنم آنهاست. پیامبر به علی گفت که شنیدم که خداوند چنین می‌فرماید: من نام تو و نام او را قبل از خلقت مخلوقات بر عرش نوشتم به خاطر محبتی که به شما دارم. هر که شما را دوست بدارد و شما را به عنوان دوست بپذیرد، در میان نزدیکان من قرار می‌گیرد. هر کس ولایت شما را انکار کند و خود را از شما جدا کند از فاسقان و خطاکاران و از دشمنان من است. از امام محد باقر نقل شده: هیچ پیامبری و فرشته‌ای نبود که به دین محبت ما اقرار نکند.

### برهان کلامی و فلسفی
بنا بر روایات شیعه، ولایت نه تنها یکی از ارکان اسلام است، بلکه ریشه اصلی آن است. به باور شیعیان، امامت به ولایت مقید است، یعنی باید حق امامت امام را به رسمیت شناخت و آنها را دوست داشت، مطیع آنها بود و در مسایل دینی از اعمال و کردارشان پیروی کرد. شیعیان معتقدند که رستگاری در عمل به ولایت اهل بیت است. و شرط پذیرفته شدن هر عبادتی، وجود محبت اهل بیت در دل فرد است. احادیث بسیاری از امامان با این مضمون روایت شده که «اولین چیزی که از انسان بعد از مرگش سؤال می‌شود محبت او به اهل بیت است. اگر اقرار به این محبت (ولایت) کرده باشد و با اظهار آن از دنیا رفته باشد، عمل او پسندیده خداوند است. اگر اقرار به این محبت نکرده باشد، هیچ یک از کارهای او مورد قبول خداوند نخواهد بود.» محمدباقر مجلسی می‌گوید: همه امامیه اتفاق نظر دارند که اعمال بدون محبت به ائمه صوری و پوچ است و رضایت خداوند مشروط به امام است. پیامبران اولوالعزم با پذیرش ولایت پیامبر و ائمه و مهدی به این درجه رسیدند. پیامبر دین را بنیان نهادند و امامان برای حفظ دین و رهبری مردم به وصال الهی (ولایت) گماشته شده‌اند و وارث پیامبر هستند. پیامبر اکرم (ص) فرموده‌اند: «هر کس خود را بشناسد، قطعاً خدایش را خواهد شناخت»، اما بدون وجود یک مظهر الهی و وجه‌الله که خداوند از طریق آن خود را نشان دهد، حتی صحبت از خدا نیز غیرممکن است. انسان بدون دانش و وحی الهی گرفتار «تَعْطِيل‎‎» (نفی صفات و اراده الهی) و «تشبیه»http://fa.wikihussain.com/ (قائل شدن جنبه انسانی برای خدا) می‌شود.
از نظر شیعه ختم نبوت آغاز ولایت بوده که بُعد باطنی و مکمل آن است. ولایت هم دربرگیرنده‌ی دانش (معرفت) و هم دربرگیرنده‌ی عشق (محبت) است. در حالی که نبوت بُعد ظاهری دین است، ولی ولایت بُعد باطنی آن است. این دو باهم معنا پیدا می‌کنند. ولایت بُعد باطنی شریعت است که انسان و دین را در همه زمانها از نظر معنوی تجدید کرده و جامعه را بدون نیاز به یک دین جدید تطهیر می‌کند. ولی حامل نور محمدی است که در همه پیامبران وجود داشته است. امام با این نور محمدی، جامعه را رهبری می‌کند، دین را تبلیغ می‌کند و سلوک معنوی انسان را هدایت می‌کند. شیعیان بر این باورند که مسیر نبوت به امامت می‌رسد که از ضروریات آن ولایت است که «جنبه باطنی نبوت» می‌باشد. امامان به عنوان اولیاء الله با الهام به اسرار الهی دست می‌یابند و بر این اساس خداوند آنها را راهنمای بشر قرار داده است. پیامبر شریعت دین (ظاهر) را آشکار می‌کنند و امام حقیقت دین (باطن) را می‌آورند، این گونه باطن دین از ظاهر آن جدا نمی‌شود. ولایت، اساس نبوت و رسالت است. ولایت یعنی دستیابی به باطن حقیقت، کافی‌تر است و قرب بیشتر به خدا را موجب می‌شود. از آنجایی که ولی وظیفه هدایت زندگی معنوی جامعه را دارد، حضور فیزیکی او در اجتماع عامل مؤثری به حساب نمی‌آید. از آنجایی که همه مخلوقات ممکن‌الوجود بوده و در هستى خويش نيازمند واجب‌الوجود هستند، اين نيازمندى با خود، حاكميّت مى‌آورد. از اين رو، ولايت تنها از آنِ واجب‌الوجود است كه خداى متعال است؛ و او می‌تواند اين ولايت را به هر كس که بخواهد بدهد.

## تاریخچه مفهوم ولایت
مفهوم ولایت مربوط به اوایل تاریخ شیعه است که حکایت از حقانیت علویان و بیعت با اهل بیت دارد. این اصطلاح برگرفته از بیانیه پیامبر در رویداد غدیر خم است که در آن حضرت علی را مولا یا ولی مؤمنان معرفی کرده است. در دوران امامت امام محمد باقر و امام جعفر صادق، مفهوم ولایت به عنوان پیش نیاز عضویت در جامعه شیعه، به مفهومی اساسی در گفتمان شیعه تبدیل و در معنای آن بازنگری شد. ولایت به معنای ارادت کامل به اهل بیت و به رسمیت شناختن حق انحصاری آنها برای رهبری مشروع جامعه است. شیعه معتقد است که کمال دین در گرو عمل به ولایت است. ولایت به عنوان یکی از مبانی اسلام، تعریفی برگرفته از روایات مربوط به رویداد غدیر خم توسط امام محمد باقر است که از زمان امامت وی سرچشمه می‌گیرد و در این دوره به عنوان هسته اصلی دین مطرح شده است. در زمان امام جعفر صادق تمرکز از موضوع ولایت برداشته شد و بیشتر به مسئله امامت پرداخته شد. در این دوره دو مفهوم ایمان و ولایت با هم آمیخته شده است. بعد از این دوره مفهوم ایمان جایگزین ولایت شد. در اولین جنگ داخلی، در مقابل مفهوم دشمنی (عداوت)، مفهوم تبری رواج یافت که نشان دهنده وفاداری جامعه شیعه به اهل بیت (تولی) است.
در تصوف، تعریف ولی و مشخصات او در مقایسه با مفهوم نبی متفاوت است. به نظر می‌رسد که مفهوم ولی در قرن سوم قمری بر مفهوم نبی برتری داشته است. کسانی مانند ابوبکر حراز (متوفی ۲۸۶ قمری) و حکیم ترمذی (متوفی ۲۹۵ تا ۳۱۰ قمری) به پیروی از او این برتری را رد کرده‌اند. آنان معتقد بودند که نبوت بر ولی برتری دارد. با این حال آنها معتقد بودند که دسته‌بندی‌های مختلفی برای ولایت وجود دارد. لذا حکیم ترمذی، ولی را به دو دسته تقسیم کرده است: «ولایت عامه» که همه مؤمنان را در بر می‌گیرد و «ولایت خاصه» که منحصراً مربوط به انسانهای معنوی برگزیده است. ابن عربی نیز به نسبت نبی و ولی اشاراتی کرده است. او معتقد بود که اگرچه پیامبر به راستی بر ولی برتری دارد، اما نبی علاوه بر مقام نبوت، خودش ولی هم به حساب می‌آید. ابن عربی همچنین ذکر کرده است که بُعد ولی بودن نبی برتر از بُعد نبوت اوست. سید احمد خان هندی با نظر ابن عربی موافق بوده و آن را شرح داده است.

## ارکان اسماعیلیه و دروز
ولایت یکی از ارکان شیعه به ویژه در مکاتب اسماعیلیه و دروز بوده که این گونه تعریف می‌شود:
«محبت و ارادت به خدا و پیامبران و امام و داعیان»
شخص باید ولایت (قیمومیت دین) را به ولی امر بسپارد. اگر کسى از میان مومنان ولى شود، باید از او به‌طور کامل حمایت شود. بوهره داوودی ولایت را مهمترین رکن از ارکان هفت‌گانه اسلام می‌داند که آن پذیرفتن قیمومیت خدا از طریق داعی، امام، وصی و ولی او، امام علی و حضرت محمد است. قبول اینکه علی ولی الله است عمل به «ولایت» علی است. برای شیعه «ولایت علی» (و نمایندگان بعدی او) واجب است.
نوشته‌های معروف بوهره داوودی چگونگی تفسیر اصل ولایت توسط اسماعیلیه را نشان می‌دهد. نوزدهمین داعی مطلق (رتبه‌ای معنوی در مکتب اسماعیلیه) إدريس عماد الدين بن الحسن القرشي به آدم بن سلیمان والی هند دستور داد که از فردی به نام سَقّا پیروی کند. آدم بن سلیمان همراه با مریدانش با کمال میل پشت سر سَقّا که یک آبرسان ساده بود، نماز می‌خواند. این نشان می‌دهد که آدم بن سلیمان نسبت به داعی خود ولایت کامل داشته و با کمال میل ولایت او را پذیرفته و به دستور او عمل کرده است.
قاضی نعمان، فقیه مشهور مسلمان در زمان خلافت فاطمیان، ولایت را این گونه تعریف کرده است: از آنجا که حاکمیت خدا باید همیشه نماینده‌ای در بین خلق داشته باشد، لذا ولایت مهمترین رکن اسلام است که «به همه ارکان دیگر معنا و کارآیی می‌بخشد». او در اثر خود به نام اساس التاویل از تاریخچه ولایت در طول زندگی پیامبران و جانشینی امامان از زمان حضرت آدم تا حضرت محمد صحبت کرده است.
ولی در لغت بیشتر به معنای «شخص، جامعه یا کشوری است که تحت هدایت و حکومت دیگری است». این کلمه یک کلمه عربی است که از ریشه و-ل-ی گرفته شده است: ولي، که معانی عمده آن «دوستی، یاری» و «اقتدار یا قدرت» هستند. این واژه در زندگی معنوی اسلامی از اهمیت ویژه‌ای برخوردار است و در معانی مختلفی به کار می‌رود که به کارکردهای مختلف آن مربوط می‌شود، از جمله: «خویشاوند، هم‌پیمان، دوست، یاور، وصی، حامی و قدیس». ماهیت رسالت ازلی نبوی دو جنبه دارد: ظاهری و باطنی. کلمه ولی در معنای قدیس، به حس فطری از خودگذشتگی و دست کشیدن از خواسته‌های خود و تسلیم کردن خود به هوشیاری بودن «که همان زندگی نهفته در زیر تمام موجودات زنده و خودمختار است» و تسلیم کردن خود به «نیاز ضروری برای نزدیک شدن به وجودی حقیقی که همان خدا است» اشاره دارد. اعتقاد بر این است که افرادی که به این درجه رسیده‌اند، پیوسته در سایه لطف الهی و در وصال و نزدیکی با خدا هستند. اولین قدم به سمت قدیسیت در آیه ۲۵۷ سوره بقره این گونه بیان شده است:
خداوند، ولىّ و سرپرست کسانى است که ایمان آورده‌اند؛ آنها را از ظلمت‌ها، به سوى نور بیرون مى‌برد.
و همچنین در آیه ۶۲ سوره یونس نیز آمده است:
آگاه باشید! (دوستان و) اولیاى خدا، نه ترسى دارند و نه غمگین مى‌شوند!
کسی که مورد لطف الهی قرار گرفته را ولی يا ولی الله به معنی قديس گويند. ولی الله همچنین ممکن است به عنوان کلمه‌ای برای توصیف گروه خاصی از مردم که خواستار قرب الهی بوده‌اند و خداوند از میان میلیون‌ها نفر دیگر آنان را انتخاب کرده است، به کار رود. بنابراین گمان می‌رود که یک قدیس یا ولی خدا در نظر خداوند مورد لطف است. برای اینکه فردی به ولایت یا قدیسیَت دست یابد، ابتدا باید یک نمونه بکر و حقیقی از بندگی خدا شود و آن گونه باقی بماند، طوری که نمونه‌ای باشد برای همه مسلمانان دیگر. این افراد همواره مورد لطف و رحمت الهی قرار می‌گیرند. در سوره کهف، ولایت در داستان مرد ثروتمند اما بداخلاقی که صاحب دو باغ بود و هم‌نشین فقیر اما پرهیزگارش بیان شده است. فرد ثروتمند با وجود اموال و قدرتی که داشت به جایی نمی‌رسد، چون در نهایت ولایت از آن خداوند است (سوره کهف آیه ۴۴).

## واژه شناسی
دو اسم از ریشه عربی و-ل-ی کلمه «ولي» مشتق می‌شود: «وَلایه» و «وِلایه» که به معنای نزدیک بودن به چیزی، دوستی با کسی یا داشتن قدرت است. واژه «وِلایه» همچنین با واژه «اولیا» قرابت دارد. واژه «وَلی» از قرآن گرفته شده است و در تعدادی از احادیث قدسی نیز آمده است، مانند: «هرکس با دوستان (ولی) من دشمنی کند، من با او اعلام جنگ می نمايم». «وِلایه» معنی لفظی «قُرب» یا «نزدیکی» را نیز می‌دهد که البته منظور نزدیکی از نوع دادرسانه خالق به بنده خویش است. همچنین به معنای وابستگی بنده به حق یا خالق خود است که در غیر این صورت فنا می‌شود. «وِلایه» در شریعت به معنای این است که به دیگری گفته شود که چه بکند و چه نکند. لغت‌شناسان و معناشناسان عرب بین واژه‌های «وِلایه» و «وَلایه» تمایز قائل می‌شوند. بر این اساس، «وَلایه» گاهی نشان‌دهنده حس کمک، اتحاد یا یاری رساندن است، در حالی که «وِلایه» همواره به معنای قدرت، اختیار یا سلطان بودن است.

## مفهوم ولایت
ولایت چند گونه است: ولایت محبت یا قُرب و نزدیکی که دلالت بر این دارد که اهل بیت پیامبر که از خویشاوندان او هستند، باید توسط مؤمنان نیز دوست داشته شوند و مورد احترام باشند. «اولیاء الله» هم به معنی دوستان خدا یا حبیبان خدا است. ولایت همچنین واژه‌ای مهم و کلیدی در مکتب شیعه است که بیش از هر چیزی به ماهیت و نقش امامت اشاره دارد.
به گفته حامد الگار، اولین بار عبدالکریم قشیری (متوفی ۴۶۷ قمری/۱۰۷۴-۷۵ میلادی) تعریفی از ولی را ارائه کرده و گفته است ولی دو معنا دارد: مفعولی و فاعلی. منظور ولی مفعولی، کسی است که تمام امور او را خداوند متعال هدایت می‌کند. ولى به عنوان فاعل نیز، نشان دهنده كسى است كه عبادت خدا و اطاعت او را بر عهده گرفته است. از سوی دیگر برخی از عرفا مانند نجم‌الدین رازی، ولایت را بر اساس مفهوم محبت و دوستی تعریف می‌کنند. همچنین می‌توان معنای دیگر ولی را «قُرب» که به معنی نزدیک بودن به کسی است، در نظر گرفت. ولی، مردی است برگزیده در بین مؤمنان به خاطر تقرب معنوی به خداوند متعال. همچنین ولایت با امامت ارتباط تنگاتنگ دارد؛ در واقع بنا بر باور شیعه دوازده‌امامی بین امامت و ولایت پیوندی ناگسستنی وجود دارد که شامل پنج رکن اصلی است: محبت و ارادت به اهل بیت پیامبر یا امامان، پیروی از آنان در دین، اطاعت از اوامر و پرهیز از آنچه آنان نهی کرده‌اند، تقلید از اعمال و سلوک آنان و به رسمیت شناختن حق آنان برای امامت. ولایت و رهبری یا توانایی کنترل امور دینی، مستلزم مقام عصمت است و گفتار و کردار ولی و رهبر، باید نمونه‌ای برای دیگران باشد، چنان‌که در آیات ۲۱ سوره احزاب و ۳۱ سوره آل عمران نیز آمده است. لذا هر چه ولی بگوید حجت الهی است. ائمه یا اولیاء الهی همگی زنجیره طویل دوستان خدا را تشکیل می‌دهند که حامل و ناقل عهد یا ولایت الهی هستند. بر اساس تفاسیر، در عالم ذر - جهانی از جنس بودن محض کل نسل آدم به صورت ذرات - چهار پیمان از ذریه آدم گرفته شد، از جمله پیمان محبت و وفاداری (ولایت) نسبت به محمد و بعثت او و نسبت به ائمه و رسالت مقدس آنها و نیز نسبت به حضرت مهدی به عنوان منجی نهایی در پایان جهان. محمدعلی امیرمعزی معتقد است که اصطلاح «وِلایه» خود بیانگر مقام هستی شناختی-الهی امام است. «وَلایه» ترجمه‌ای کاملاً ساده و دو معنای مستقل و مکمل دارد. اولا به ائمه و پیامبران مختلف گفته می‌شود و به جایگاه هستی شناختی یا رسالت اصلی آنان اشاره دارد. دوما به معنای «سردسته»، سرور و مولای مؤمنان است. به این تعبیر ولی مترادف با وصی یا «وارث» نیز است. بر اساس معنای دوم، ولایت به اصحاب ائمه اطهار علیهم‌السلام نیز می‌رسد. همچنین به معنی محبتی بی‌وقفه‌، ایمان و تسلیمی است که پیروان یک دین به راهنمای مقدس خود مدیون هستند. شیعه معتقد است که هر پیامبر بزرگی در انجام رسالت خود با یک یا چند امام همراه بوده است.

### ولایت و رهبری سیاسی-اجتماعی
ولايت معنوی به عنوان ناظری برای بکارگیری امکانات موجود و رساندن مردم به قرب الهی معنا داده و واجب است که در هر عصری این گونه ولی‌ای وجود داشته باشد. ولی نوعی قدرت خاص بر جهان و مردمان آن دارد. کوربن اظهار می‌کند که ولایت اساس نبوت و رسالت یک پیامبر است. و به بُعد باطنی رسالت وی مربوط می‌شود. ابوالحسن شریف اصفهانی، از شاگردان محمدباقر مجلسی، از احادیث بسیاری استنباط می‌کند که «ولایت، معنای باطنی وحی قرآن است». ملاصدرا می‌گوید که اولاد و نسب محمد، وارثان روحانی او و دارای ولایت هستند. ماریا دکیک ولايت را به عنوان يك ميراث معنوی، دانشی باطنی كه امامان از پيامبران به ارث می‌برند، توصيف می‌كند، که بیانگر اقتدار معنوی و سیاسی اهل بیت است. طباطبایی معتقد است که ولایت بُعد باطنی امامت است و فقط بحث هدایت انسان نیست، بلکه موضوع وصال انسان به حق است.

## استدلال‌ها

### از قرآن
بنا بر آیه ۲۳ سوره شوری و حدیث غدیر خم، پیامبر مسلمانان را به محبت داشتن نسبت به خانواده معصوم خود فرا خواند. طبری، زمخشری و فخر رازی اظهار می‌کنند که آیه ۵۵ سوره مائده در مورد علی بن ابی‌طالب نازل شده است. این آیه دلالت بر این دارد که خداوند و پیامبرش ولی هستند و صاحب اختیاران مسلمین و مؤمنان باید ولایت آنان را بپذیرند. این پیوند محبت باعث می‌شود که مسلمانان از گفتار و کردار و رفتار آنها پیروی کنند. در قرآن از واژه ولایت همراه با واژه نصرت استفاده شده است و نه تنها در رابطه با خدا بلکه برای کسانی که ایمان کامل به خداوند دارند نیز به کار رفته است. در برخی روایات آمده است که آیه ۱۷۲ سوره اعراف به پیمان کهنی (میثاق) می‌پردازد که خداوند برای ربوبیت و ولایت خود با پیامبر و اهل بیت گرفته است. در قرآن این واژه پیوند میان ایمان به خدا و قبول ولایت توسط افراد جامعه را نشان می‌دهد. طباطبایی مدعی است که هرجا قرآن ولایت را به پیامبر نسبت داده به معنای سپردن اختیار به وی است. وی با استناد به آیه ۵۵ سوره مائده ادعا می‌کند که کلمه ولایت یک بار در مورد خدا و رسولش و کسانی که ایمان آورده‌اند و تحت ولایت او هستند به کار رفته، و نهایتا اثبات می‌کند که اطاعت پیامبر، اطاعت خداست.

### از احادیث
رازی از زمخشری نقل می‌کند که پیامبر فرمود: «هر کس بر دوستی آل محمّد بميرد، شهيد از دنيا رفته. هر کس بر دوستی آل محمّد بميرد، در حال توبه از دنيا رفته. هر کس بر دوستی آل محمّد بميرد، با ايمان کامل از دنيا رفته است ... هر کس بر دشمنی آل محمّد بميرد، در حال کفر از دنيا رفته و هر کس بر دشمنی آل محمّد بميرد، بوی بهشت به مشامش نخواهد رسيد.» در حدیثی از امام محد باقر آمده «اسلام بر پنج پايه استوار است: نماز، زكات، روزه، حج و ولايت؛ و بر هيچ چيز به اندازه ولايت تأكيد نشده است.» از امام حسن مجتبی نقل شده که پس از توحید و بعثت پیامبران، هیچ چیز مهمتر از اقرار به ولایت ائمه نیست. از امام جعفر صادق نیز نقل شده که امام بهشتیان را از جهنمیان جدا می‌کند، بدون هیچ قضاوتی، زیرا عشق آنها به امام بهشت یا جهنم آنهاست. پیامبر به علی گفت که شنیدم که خداوند چنین می‌فرماید: من نام تو و نام او را قبل از خلقت مخلوقات بر عرش نوشتم به خاطر محبتی که به شما دارم. هر که شما را دوست بدارد و شما را به عنوان دوست بپذیرد، در میان نزدیکان من قرار می‌گیرد. هر کس ولایت شما را انکار کند و خود را از شما جدا کند از فاسقان و خطاکاران و از دشمنان من است. از امام محد باقر نقل شده: هیچ پیامبری و فرشته‌ای نبود که به دین محبت ما اقرار نکند.

### برهان کلامی و فلسفی
بنا بر روایات شیعه، ولایت نه تنها یکی از ارکان اسلام است، بلکه ریشه اصلی آن است. به باور شیعیان، امامت به ولایت مقید است، یعنی باید حق امامت امام را به رسمیت شناخت و آنها را دوست داشت، مطیع آنها بود و در مسایل دینی از اعمال و کردارشان پیروی کرد. شیعیان معتقدند که رستگاری در عمل به ولایت اهل بیت است. و شرط پذیرفته شدن هر عبادتی، وجود محبت اهل بیت در دل فرد است. احادیث بسیاری از امامان با این مضمون روایت شده که «اولین چیزی که از انسان بعد از مرگش سؤال می‌شود محبت او به اهل بیت است. اگر اقرار به این محبت (ولایت) کرده باشد و با اظهار آن از دنیا رفته باشد، عمل او پسندیده خداوند است. اگر اقرار به این محبت نکرده باشد، هیچ یک از کارهای او مورد قبول خداوند نخواهد بود.» محمدباقر مجلسی می‌گوید: همه امامیه اتفاق نظر دارند که اعمال بدون محبت به ائمه صوری و پوچ است و رضایت خداوند مشروط به امام است. پیامبران اولوالعزم با پذیرش ولایت پیامبر و ائمه و مهدی به این درجه رسیدند. پیامبر دین را بنیان نهاد و امامان برای حفظ دین و رهبری مردم به وصال الهی (ولایت) گماشته شده‌اند و وارث پیامبر هستند. پیامبر اکرم (ص) فرموده‌اند: «هر کس خود را بشناسد، قطعاً خدایش را خواهد شناخت»، اما بدون وجود یک مظهر الهی و وجه‌الله که خداوند از طریق آن خود را نشان دهد، حتی صحبت از خدا نیز غیرممکن است. انسان بدون دانش و وحی الهی گرفتار «تَعْطِيل‎‎» (نفی صفات و اراده الهی) و «تشبیه» (قائل شدن جنبه انسانی برای خدا) می‌شود.
از نظر شیعه ختم نبوت آغاز ولایت بوده که بُعد باطنی و مکمل آن است. ولایت هم دربرگیرنده‌ی دانش (معرفت) و هم دربرگیرنده‌ی عشق (محبت) است. در حالی که نبوت بُعد ظاهری دین است، ولی ولایت بُعد باطنی آن است. این دو باهم معنا پیدا می‌کنند. ولایت بُعد باطنی شریعت است که انسان و دین را در همه زمانها از نظر معنوی تجدید کرده و جامعه را بدون نیاز به یک دین جدید تطهیر می‌کند. ولی حامل نور محمدی است که در همه پیامبران وجود داشته است. امام با این نور محمدی، جامعه را رهبری می‌کند، دین را تبلیغ می‌کند و سلوک معنوی انسان را هدایت می‌کند. شیعیان بر این باورند که مسیر نبوت به امامت می‌رسد که از ضروریات آن ولایت است که «جنبه باطنی نبوت» می‌باشد. امامان به عنوان اولیاء الله با الهام به اسرار الهی دست می‌یابند و بر این اساس خداوند آنها را راهنمای بشر قرار داده است. پیامبر شریعت دین (ظاهر) را آشکار می‌کند و امام حقیقت دین (باطن) را می‌آورد، این گونه باطن دین از ظاهر آن جدا نمی‌شود. ولایت، اساس نبوت و رسالت است. ولایت یعنی دستیابی به باطن حقیقت، کافی‌تر است و قرب بیشتر به خدا را موجب می‌شود. از آنجایی که ولی وظیفه هدایت زندگی معنوی جامعه را دارد، حضور فیزیکی او در اجتماع عامل مؤثری به حساب نمی‌آید. از آنجایی که همه مخلوقات ممکن‌الوجود بوده و در هستى خويش نيازمند واجب‌الوجود هستند، اين نيازمندى با خود، حاكميّت مى‌آورد. از اين رو، ولايت تنها از آنِ واجب‌الوجود است كه خداى متعال است؛ و او می‌تواند اين ولايت را به هر كس که بخواهد بدهد.

## تاریخچه مفهوم ولایت
مفهوم ولایت مربوط به اوایل تاریخ شیعه است که حکایت از حقانیت علویان و بیعت با اهل بیت دارد. این اصطلاح برگرفته از بیانیه پیامبر در رویداد غدیر خم است که در آن حضرت علی را مولا یا ولی مؤمنان معرفی کرده است. در دوران امامت امام محمد باقر و امام جعفر صادق، مفهوم ولایت به عنوان پیش نیاز عضویت در جامعه شیعه، به مفهومی اساسی در گفتمان شیعه تبدیل و در معنای آن بازنگری شد. ولایت به معنای ارادت کامل به اهل بیت و به رسمیت شناختن حق انحصاری آنها برای رهبری مشروع جامعه است. شیعه معتقد است که کمال دین در گرو عمل به ولایت است. ولایت به عنوان یکی از مبانی اسلام، تعریفی برگرفته از روایات مربوط به رویداد غدیر خم توسط امام محمد باقر است که از زمان امامت وی سرچشمه می‌گیرد و در این دوره به عنوان هسته اصلی دین مطرح شده است. در زمان امام جعفر صادق تمرکز از موضوع ولایت برداشته شد و بیشتر به مسئله امامت پرداخته شد. در این دوره دو مفهوم ایمان و ولایت با هم آمیخته شده است. بعد از این دوره مفهوم ایمان جایگزین ولایت شد. در اولین جنگ داخلی، در مقابل مفهوم دشمنی (عداوت)، مفهوم تبری رواج یافت که نشان دهنده وفاداری جامعه شیعه به اهل بیت (تولی) است.
در تصوف، تعریف ولی و مشخصات او در مقایسه با مفهوم نبی متفاوت است. به نظر می‌رسد که مفهوم ولی در قرن سوم قمری بر مفهوم نبی برتری داشته است. کسانی مانند ابوبکر حراز (متوفی ۲۸۶ قمری) و حکیم ترمذی (متوفی ۲۹۵ تا ۳۱۰ قمری) به پیروی از او این برتری را رد کرده‌اند. آنان معتقد بودند که نبوت بر ولی برتری دارد. با این حال آنها معتقد بودند که دسته‌بندی‌های مختلفی برای ولایت وجود دارد. لذا حکیم ترمذی، ولی را به دو دسته تقسیم کرده است: «ولایت عامه» که همه مؤمنان را در بر می‌گیرد و «ولایت خاصه» که منحصراً مربوط به انسانهای معنوی برگزیده است. ابن عربی نیز به نسبت نبی و ولی اشاراتی کرده است. او معتقد بود که اگرچه پیامبر به راستی بر ولی برتری دارد، اما نبی علاوه بر مقام نبوت، خودش ولی هم به حساب می‌آید. ابن عربی همچنین ذکر کرده است که بُعد ولی بودن نبی برتر از بُعد نبوت اوست. سید احمد خان هندی با نظر ابن عربی موافق بوده و آن را شرح داده است.

## ارکان اسماعیلیه و دروز
ولایت یکی از ارکان شیعه به ویژه در مکاتب اسماعیلیه و دروز بوده که این گونه تعریف می‌شود:
«محبت و ارادت به خدا و پیامبران و امام و داعیان»
شخص باید ولایت (قیمومیت دین) را به ولی امر بسپارد. اگر کسى از میان مومنان ولى شود، باید از او به‌طور کامل حمایت شود. بوهره داوودی ولایت را مهمترین رکن از ارکان هفت‌گانه اسلام می‌داند که آن پذیرفتن قیمومیت خدا از طریق داعی، امام، وصی و ولی او، امام علی و حضرت محمد است. قبول اینکه علی ولی الله است عمل به «ولایت» علی است. برای شیعه «ولایت علی» (و نمایندگان بعدی او) واجب است.
نوشته‌های معروف بوهره داوودی چگونگی تفسیر اصل ولایت توسط اسماعیلیه را نشان می‌دهد. نوزدهمین داعی مطلق (رتبه‌ای معنوی در مکتب اسماعیلیه) إدريس عماد الدين بن الحسن القرشي به آدم بن سلیمان والی هند دستور داد که از فردی به نام سَقّا پیروی کند. آدم بن سلیمان همراه با مریدانش با کمال میل پشت سر سَقّا که یک آبرسان ساده بود، نماز می‌خواند. این نشان می‌دهد که آدم بن سلیمان نسبت به داعی خود ولایت کامل داشته و با کمال میل ولایت او را پذیرفته و به دستور او عمل کرده است.
قاضی نعمان، فقیه مشهور مسلمان در زمان خلافت فاطمیان، ولایت را این گونه تعریف کرده است: از آنجا که حاکمیت خدا باید همیشه نماینده‌ای در بین خلق داشته باشد، لذا ولایت مهمترین رکن اسلام است که «به همه ارکان دیگر معنا و کارآیی می‌بخشد». او در اثر خود به نام اساس التاویل از تاریخچه ولایت در طول زندگی پیامبران و جانشینی امامان از زمان حضرت آدم تا حضرت محمد صحبت کرده است.
ولی در لغت بیشتر به معنای «شخص، جامعه یا کشوری است که تحت هدایت و حکومت دیگری است». این کلمه یک کلمه عربی است که از ریشه و-ل-ی گرفته شده است: ولي، که معانی عمده آن «دوستی، یاری» و «اقتدار یا قدرت» هستند. این واژه در زندگی معنوی اسلامی از اهمیت ویژه‌ای برخوردار است و در معانی مختلفی به کار می‌رود که به کارکردهای مختلف آن مربوط می‌شود، از جمله: «خویشاوند، هم‌پیمان، دوست، یاور، وصی، حامی و قدیس». ماهیت رسالت ازلی نبوی دو جنبه دارد: ظاهری و باطنی. کلمه ولی در معنای قدیس، به حس فطری از خودگذشتگی و دست کشیدن از خواسته‌های خود و تسلیم کردن خود به هوشیاری بودن «که همان زندگی نهفته در زیر تمام موجودات زنده و خودمختار است» و تسلیم کردن خود به «نیاز ضروری برای نزدیک شدن به وجودی حقیقی که همان خدا است» اشاره دارد. اعتقاد بر این است که افرادی که به این درجه رسیده‌اند، پیوسته در سایه لطف الهی و در وصال و نزدیکی با خدا هستند. اولین قدم به سمت قدیسیت در آیه ۲۵۷ سوره بقره این گونه بیان شده است:
خداوند، ولىّ و سرپرست کسانى است که ایمان آورده‌اند؛ آنها را از ظلمت‌ها، به سوى نور بیرون مى‌برد.
و همچنین در آیه ۶۲ سوره یونس نیز آمده است:
آگاه باشید! (دوستان و) اولیاى خدا، نه ترسى دارند و نه غمگین مى‌شوند!
کسی که مورد لطف الهی قرار گرفته را ولی يا ولی الله به معنی قديس گويند. ولی الله همچنین ممکن است به عنوان کلمه‌ای برای توصیف گروه خاصی از مردم که خواستار قرب الهی بوده‌اند و خداوند از میان میلیون‌ها نفر دیگر آنان را انتخاب کرده است، به کار رود. بنابراین گمان می‌رود که یک قدیس یا ولی خدا در نظر خداوند مورد لطف است. برای اینکه فردی به ولایت یا قدیسیَت دست یابد، ابتدا باید یک نمونه بکر و حقیقی از بندگی خدا شود و آن گونه باقی بماند، طوری که نمونه‌ای باشد برای همه مسلمانان دیگر. این افراد همواره مورد لطف و رحمت الهی قرار می‌گیرند. در سوره کهف، ولایت در داستان مرد ثروتمند اما بداخلاقی که صاحب دو باغ بود و هم‌نشین فقیر اما پرهیزگارش بیان شده است. فرد ثروتمند با وجود اموال و قدرتی که داشت به جایی نمی‌رسد، چون در نهایت ولایت از آن خداوند است (سوره کهف آیه ۴۴).